# Gioacchino Saluzzo
Gioacchino Saluzzo, principe di Lequile, signore di Mottafollone, marchese e nobile di nobiltà indipendente (Napoli, 12 ottobre 1811 – Napoli, 10 maggio 1874), è stato un imprenditore e politico italiano.
Discendente dai Saluzzo di Savona, passati a Genova nel 1528 e scesi a Napoli nel 1606, dove acquisiscono dai Sanseverino il feudo di Corigliano, nel 1848 viene esiliato dal Regno delle Due Sicilie per essersi opposto in una pubblica manifestazione all'abolizione della costituzione.